# パノラマコットン
『パノラマコットン』は、サクセスが開発し1994年8月12日にサンソフトから発売されたメガドライブ用シューティングゲームゲームである。コットンシリーズの3作目。
2021年10月29日にはININ Gamesより本作とシリーズ2作目『コットン100%』が海外のPlayStation 4 / Nintendo Switch向けに同時発売、2022年10月27日には日本のPlayStation 4 / Nintendo Switch向けにも両作が同時発売され、翌10月28日には両作のパッケージ版とサウンドトラック、ハンカチ、ポストカードを同梱した『Cotton 16Bit トリビュート』が発売される。

## ゲームプレイ
『パノラマコットン』は、アニメ風のファンタジー世界を舞台にした、『スペースハリアー』を彷彿とさせる疑似3Dスクロールシューティングゲームである。さまざまなステージが縦、横、斜めにスクロールする。コットンを画面上で動かして、敵を撃ち、障害物を避ける。コットンは、ゲームを進めるにつれて武器をより高いレベルにアップグレードでき、特別なアイテムを集めて魔法の呪文を唱えることもできる。

## ストーリー
物語は、妖精シルクの妹ニットが、ベルベット女王が意味不明なことを言い始めたと姉に伝えに来るところから始まる。女王は、世界が混沌に陥っておりそれを救えるのは自分しかいないと思い込んでおり、「ピンキー」と呼ばれる動物に乗り誰かが止める間もなく姿を消してしまう。困惑したシルクとニットは、最近城の庭に姿を現した焦げたWILLOW（ウィロー、魔法のキャンディ）が女王の奇妙な行動の原因だと考え、WILLOWを処分しようとする。そこへ魔法使いのナタ・デ・コットンが突然現れ、WILLOWを奪い取って食べ始めるが、あまりのまずさに吐き出してしまう。コットンは、誰かがWILLOWを燃やしているということにに怒り、原因を突き止めるためシルクとともに新しい冒険に出発する。